# Chuang Yi
Chuang Yi (chinois simplifié : 创艺, pinyin : Chuàngyì) est une maison d'édition chinoise créée en 1990 et basée à Singapour. Spécialisée dans la production et l'exportation de bandes dessinées et ses produits dérivés, l'entreprise publie en chinois simplifié et en anglais et distribue ses produits à Singapour, en Malaisie, en Inde et aux Philippines ainsi qu'en Australie et en Nouvelle-Zélande par le biais de la société d'édition australienne Madman Entertainment.

## Histoire
Les éditions Chuang Yi ont été créées en 1990 pour distribuer en chinois simplifié des mangas et les promouvoir. Le succès de titres comme Dragon Ball ou Slam Dunk montre qu'il existe une demande et un intérêt des lecteurs chinois pour la culture japonaise.

## Œuvres publiées en chinois
| - Air Gear - Blaue Rosen - Bleach - D.Gray-man - Death Note - Dragon Ball - Détective Conan - Les Enquêtes de Kindaichi - Eyeshield 21 - Fairy Tail - Flame of Recca - Fruits Basket - Fullmetal Alchemist - The Gentlemen's Alliance Cross - Get Backers - Hayate no gotoku! - Hikaru no go - Host Club - Initial D - Kekkaishi - Love Celeb - Lui ou rien ! - Monster Soul | - MÄR - M×0 - Mär Omega - Nana - Naruto - Negima! - Ninkū Second Stage - Ninkū - One Piece - Placebo - Le Prince du tennis - Reborn! - S.A Special A Class - Saiko Basutāzu - Saint Seiya épisode G - Samurai deeper Kyo - Shaman King - The King of Blaze - To Love-ru - Tsubasa -RESERVoir CHRoNiCLE- - Yankī-kun to Megane-chan - Zatch Bell - xxxHOLiC |

## Œuvres publiées en anglais
| - .hack//Legend of the Twilight - Ash & Pikachu - Astro Boy - Bakegyamon - Beyblade - Blaue Rosen - Boku ga Utau to Kimi wa Warau kara - Boys Esute - Buraddi Mandei - Bī-Densetsu! Batoru Bīdaman - Ceux qui ont des ailes - Chrno crusade - Chōshinri Genshō Nōryokusha Nanaki - Digimon - Doraemon - Démons et chimères - Fairy Cube - Fruits Basket - Full Metal Panic! Sigma - Fullmetal Alchemist - Fushigi-boshi no Futago-hime - Fushigi Yūgi (incluant Fushigi Yuugi - La Légende de Genbu) - Fushigiboshi no Futagohime - Gekitō! Kurasshugia Tābo - Saiyuki Reload - Girls Bravo - Gundam SEED - Mobile Suit Gundam - Guyver - Hamtaro Handbook - Hellsing - Hoshi wa utau - Host Club - Imadoki - Kingdom Hearts - Kingdom Hearts 2 - Kingdom Hearts: Chain of Memories - La Corda d'Oro - La Traversée du temps - Les Ailes du désir - Love Hina - Lui ou rien ! - Maburaho - Magical Pokémon Journey - Mai-HiME - Medarotto - Mekakushi no Kuni - Midori Days - Mirumo - Monochrome Factor | - MÄR - Negima! - Neon Genesis Evangelion - Otomen - Placebo - Pokémon: Destiny Deoxys - Pokémon: Jirachi Wishmaker - Pokémon: Lucario and the Mystery of Mew - Pokémon: Pokémon Ranger and the Temple of the Sea - Pokémon: The Electric Tale Of Pikachu! - Pokémon Battle Frontier - Pokémon Gold & Silver - Pokémon La Grande aventure ! - Pokémon Pocket Monsters - Pokémon Ruby-Sapphire - Pokémon Seven - Pokémon - RAGNAROK, Matantei Roki RAGNAROK - Ragnarok: Into The Abyss - RahXephon - Rokumon Tengai Mon Kore Naito - S.A Special A Class - Samurai champloo - Shinigami no ballad - Slam Dunk - Sono Mukou-no Mukougawa - Speed grapher - Spriggan - Super Yo-Yo - Suzumiya Haruhi no yūutsu - Taiyō Shōnen Jango - Takutikusu - Tenchi Muyo! - Tokyo Mew Mew - Toraware no Mi-no-Ue - Trigun - Trinity Blood - Tsubasa -RESERVoir CHRoNiCLE- - Vagabond - Vampire Knight - Venus wa kataomoi - Le grand amour de Vénus - Wangan Midnight - Wangan Midnight: C1 Runner - Wild Adapter - World Embryo - X - Yamato nadeshiko shichi henge - Yankī-kun to Megane-chan - Young Guns - Zatch Bell - Zig Zag - Zoids |